# Saxer-Haus

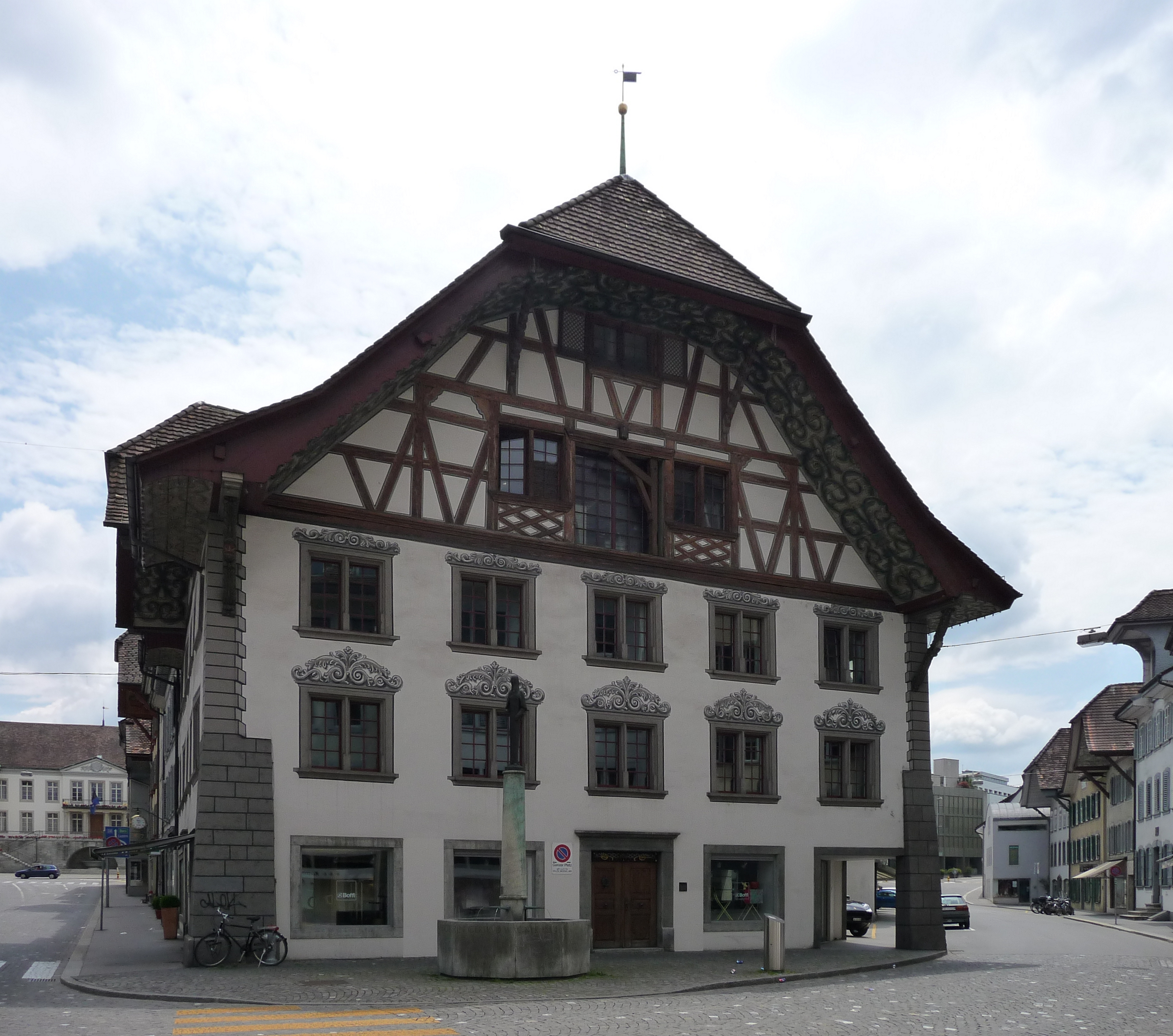
Das Saxer-Haus mit Wilder-Mann-Brunnen im Vordergrund

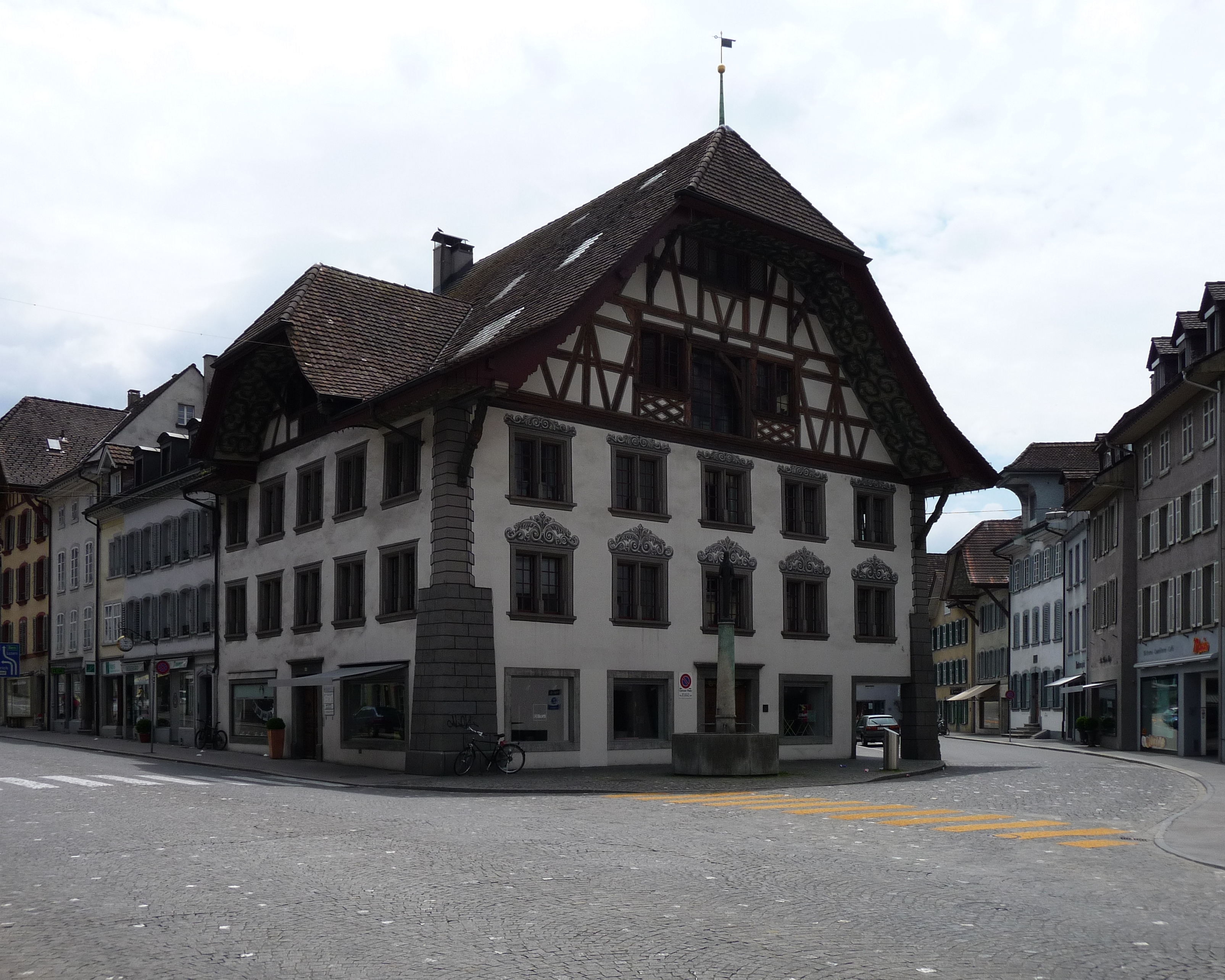
Saxer-Haus

Das als Saxer-Haus bezeichnete Haus Nr. 8 an der Vorderen Vorstadt in der Stadt Aarau wurde Ende des 17. Jahrhunderts anstelle eines Spitals erbaut. Es liegt an der südwestlichen Strassenecke der Einmündung des Rains in die Vordere Vorstadt.

## Geschichte
Das Spital, das an dieser Stelle stand, geht auf die Schwester Gertrud Wagner zurück. Sie stiftete 1344 das von ihr bewohnte Haus zur Errichtung eines Spitals der Stadt. Darin befand sich eine dem heiligen Nikolaus geweihte Kapelle. Im Spital war ab 1533 das erste Schulzimmer des Deutschschulmeisters untergebracht. Vermutlich aus Raummangel bezog das Spital gegen Ende des 17. Jahrhunderts das ehemalige Kloster St. Ursula an der Halde. Das Gebäude wurde an einen Bürgen namens Saxer verkauft, der das Spital abbrechen und einen Neubau errichten liess. Anhand der eingeschnitzten Jahrzahl mit dem Wappen des Bauherrn wird angenommen, dass das Gebäude 1693 fertiggestellt wurde. Es dient in der Neuzeit als Geschäftshaus, mit einem Ladeneinbau im Erdgeschoss, für den Mitte des 20. Jahrhunderts sein Erdgeschoss massiv umgestaltet wurde. Schon vor diesem Umbau befand sich auf der Ostseite bereits ein Ladeneinbau mit Schaufenstern.
Vor der Nordseite des Hauses steht auf dem kleinen Vorplatz der Kreuzung der Wilder-Mann-Brunnen. Der mittelalterliche Brunnen aus dem Jahr 1571 wurde 1860 durch einen neugotischen Brunnen ersetzt.